# Love Actually... Sucks!
Pour plus de détails, voir Fiche technique et Distribution.
Love Actually... Sucks! (愛很爛, Ai Hen Lan) est un film hongkongais réalisé par Scud, sorti en 2011.

## Synopsis
Le film s'ouvre sur un scandale lors d'un mariage puis présente plusieurs histoires d'amour en parallèle : un peintre marié tombe amoureux du jeune homme qui lui sert de modèle, un frère et une sœur ont une relation incestueuse, un professeur de danse est attiré par son étudiante, un couple lesbien s'adonne à un jeu de rôle et un triangle amoureux complexe se forme.

## Fiche technique
- Titre : Love Actually... Sucks!
- Titre original : 愛很爛 (Ai Hen Lan)
- Réalisation : Scud
- Scénario : Scud
- Musique : Yat-Yiu Yu
- Photographie : Herman Yau
- Montage : Chi Wai Chan et William Chang
- Production : Scud
- Société de production : Artwalker
- Pays :  Hong Kong et  Chine
- Genre : Drame
- Durée : 83 minutes
- Dates de sortie : 
  -  États-Unis : 7 octobre 2011 (festival international du film de Chicago)
  -  Hong Kong : 3 mars 2012

## Distribution
- Osman Hung : le témoin / Ryo-Spider
- Linda So : Moon
- Haze Leung : le policier
- John Tai : le peintre
- Calvin Wong : le garçon au sauna
- Owen Lee : le professeur de danse
- Alice Chen : Queen / la femme riche
- Betty Chan : la petite amie du professeur de danse
- Christepher Wee : le frère
- Sherry Lee : la sœur
- Lareine Hsu : la policière
- Celia Chang : la petite amie de la policière
- Jackie Chow : Jackie / le marié
- Winnie Leung : la mariée
- Ryo van Kooten : le témoin / Mandy
- Thomas Price : le garçon au graffiti
- Denis Ng : le petit ami de la famille riche
- Ron Heung : le pianiste au mariage
- Lu Xi-an
- Byron Pang
- Wei Tang
- Viann Zhang

## Censure
Le comité de censure de Hong Kong a demandé onze coupes dans le film et celui de Taïwan, cinq.

## Box-office
Le film a rapporté environ 50000 dollars au box-office hongkongais.